# Scottish League Cup 2006-2007
La Scottish League Cup 2006-07 è stata la 61ª edizione della seconda più prestigiosa competizione ad eliminazione diretta della Scozia, nota per ragioni di sponsor anche come CIS Insurance Cup.
A vincere il torneo è stato l'Hibernian, che ha sconfitto il Kilmarnock in finale per 5-1.

## Calendario
| Turno            | Prima partita     |
| ---------------- | ----------------- |
| 1º turno         | 8 agosto 2006     |
| 2º turno         | 22 agosto 2006    |
| 3º turno         | 19 settembre 2006 |
| Quarti di finale | 7 novembre 2006   |
| Semifinali       | 30 gennaio 2007   |
| Finale           | 18 marzo 2007     |

## Primo turno
| Squadra 1          | Risultato   | Squadra 2           |
| ------------------ | ----------- | ------------------- |
| Albion Rovers      | 1 - 2       | Stenhousemuir       |
| Brechin City       | 2 - 1       | Greenock Morton     |
| Cowdenbeath        | 4 - 1       | East Stirlingshire  |
| Dumbarton          | 3 - 0       | Stirling Albion     |
| Dundee             | 1 - 3       | Partick Thistle     |
| Forfar Athletic    | 1 - 2 (dts) | Alloa Athletic      |
| Queen of the South | 4 - 2       | Clyde               |
| Queen's Park       | 2 - 1 (dts) | Hamilton Academical |
| Raith Rovers       | 1 - 2       | Airdrie Utd         |
| Ross County        | 4 - 2       | Stranraer           |
| St. Johnstone      | 3 - 1       | East Fife           |
| Arbroath           | 0 - 1       | Elgin City          |
| Ayr Utd            | 2 - 0       | Berwick Rangers     |
| Montrose           | 1 - 3 (dts) | Peterhead           |

## Secondo turno
| Squadra 1          | Risultato       | Squadra 2       |
| ------------------ | --------------- | --------------- |
| Alloa Athletic     | 2 - 1           | Ross County     |
| Ayr Utd            | 0 - 0 (6-7 dcr) | Dunfermline     |
| Brechin City       | 0 - 3           | Livingston      |
| Cowdenbeath        | 0 - 5           | Falkirk         |
| Dundee Utd         | 1 - 0 (dts)     | Airdrie Utd     |
| Hibernian          | 4 - 0           | Peterhead       |
| Motherwell         | 3 - 2           | Partick Thistle |
| Queen of the South | 1 - 2 (dts)     | Kilmarnock      |
| Queen's Park       | 0 - 0 (5-3 dcr) | Aberdeen        |
| St. Johnstone      | 1 - 2 (dts)     | Elgin City      |
| St. Mirren         | 3 - 1           | Stenhousemuir   |
| Inverness          | 3 - 1           | Dumbarton       |

## Terzo turno
| Squadra 1      | Risultato   | Squadra 2  |
| -------------- | ----------- | ---------- |
| Celtic         | 2 - 0       | St. Mirren |
| Inverness      | 0 - 1       | Falkirk    |
| St. Johnstone  | 3 - 0       | Dundee Utd |
| Kilmarnock     | 2 - 1 (dts) | Livingston |
| Alloa Athletic | 0 - 4       | Hearts     |
| Dunfermline    | 0 - 2       | Rangers    |
| Hibernian      | 6 - 0       | Gretna     |
| Queen's Park   | 0 - 3       | Motherwell |

## Quarti di finale
| Squadra 1  | Risultato       | Squadra 2     |
| ---------- | --------------- | ------------- |
| Celtic     | 1 - 1 (4-5 dcr) | Falkirk       |
| Kilmarnock | 3 - 2           | Motherwell    |
| Hibernian  | 1 - 0           | Hearts        |
| Rangers    | 0 - 2           | St. Johnstone |

## Semifinali
| Squadra 1     | Risultato   | Squadra 2 |
| ------------- | ----------- | --------- |
| Kilmarnock    | 3 - 0       | Falkirk   |
| St. Johnstone | 1 - 3 (dts) | Hibernian |

## Finale
| Squadra 1  | Risultato | Squadra 2 |
| ---------- | --------- | --------- |
| Kilmarnock | 1 - 5     | Hibernian |

| Arbitro: | Douglas McDonald |

|           |           |                                               |
| Greer 77’ | Marcatori | 28’ Jones 59’ 85’ Benjelloun 66’ 87’ Fletcher |

## Classifica marcatori
| Gol |  |  | Giocatore             | Squadra       |
| --- |  |  | --------------------- | ------------- |
| 6   |  |  | Richie Foran          | Motherwell    |
| 5   |  |  | Abdessalam Benjelloun | Hibernian     |
| 4   |  |  | Steven Fletcher       | Hibernian     |
| 4   |  |  | Steve Milne           | St. Johnstone |
| 4   |  |  | Steven Naismith       | Kilmarnock    |
| 4   |  |  | Jason Scotland        | St. Johnstone |
| 3   |  |  | Juho Mäkelä           | Hearts        |
| 3   |  |  | Frazer Wright         | Kilmarnock    |